# لوح نمرود
لوح نمرود، المعروف أيضًا باسم لوح كالح، هو النصف العلوي من "نقش ملخص" لفترة حكم أداد-نيراري الثالث (811 إلى 783 قبل الميلاد) والذي اكتشفه عالم الآثار البريطاني ويليام لوفتوس في عام 1854 أثناء أعمال التنقيب التي قام بها في نمرود لصالح صندوق الحفريات الآشوري.
ويُعتبر هذا النقش الأكثر شهرة من نقوش الملك أداد نيراري الثالث، حيث يتضمن وصفًا للفتوحات الأشورية المبكرة في سوريا وفلسطين.
نُحِتَ النقش على لوح من الجص، ويُعتقد أن الجزء المتبقي من النقش يمثل النصف العلوي من اللوح الأصلي. تم فقدان اللوح الأصلي مؤقتًا بعد الاعتقاد بأنه تُرك في نمرود. ومع ذلك، أُخذت نسخة من النقش بواسطة إدوين نوريس، مما سمح بنشر النص من قِبل هنري رولنسون.
أدت الحفريات التي قام بها عالم الآثار العراقي مزاحم محمود حسين في عام 1993 إلى نقل اللوح إلى منطقة تسمى بـ ”الغرف العلوية“ في قلعة الصبيبة، والتي تم التنقيب عنها لأول مرة من قبل المستكشف أوستن هنري لايارد، ونشر الدكتور علي ياسين أحمد الجبوري النقش في مجلة سومر (العددان 1 - 2، ص 27 - 31).
وأعادت الحفريات التي قام بها فريق من متحف الآثار والأنثروبولوجيا في جامعة بنسيلفانيا بقيادة عالم الآثار الأمريكي الدكتور مايكل دانتي في ”الغرف العلوية“، وبشكل أكثر دقة قصر الملك أداد نيراري الثالث، فحص هذه المنطقة في عام 2022. وكان هذا اللوح عبارة عن عتبة باب داخل القصر، كما عثر الفريق على عدة عتبات منقوشة أخرى لهذا الملك نفسه في مداخل القصر.

النص كما ترجم من قبل الأكاديمي الأمريكي دانيال ديفيد لوكينبيل أدناه:
[أَخْضَعْتُ] من شاطئ الفرات، أرض الحثيين، أرض العموريين بكاملها، وأرض صُوْر، وأرض صيدا، وأرض حمري، وأرض إدوم، وأرض فلسطيا، حتى البحر العظيم عند غروب الشمس. وفرضتُ عليهم الضرائب والجزية.

## وصلات خارجية
- نسخة محفوظة 2014-11-29 على موقع واي باك مشين. COS 2, 276, 2.114G
- قانون الأسماء الآشورية، جورج سميث، 1875، صفحة 115